# Biegi narciarskie na Zimowym Olimpijskim Festiwalu Młodzieży Europy 2025
Biegi narciarskie na Zimowym Olimpijskim Festiwalu Młodzieży Europy 2025 – zawody w biegach narciarskich, które odbywają się w dniach 11-16 lutego 2025 r. na trasach w gruzińskim Bakuriani. W programie zawodów przewidziano po trzy konkurencje dla dziewczyn i chłopców: sprint stylem dowolnym, bieg na 5 km i 7,5 km stylem klasycznym odpowiednio dla dziewczyn i chłopców oraz bieg na 7,5 km i 10 km stylem dowolnym odpowiednio dla dziewczyn i chłopców. Ponadto rozegrana zostanie sztafeta mieszana.

## Wyniki
| Pozycja | Zawodnik          | Reprezentacja | Czas    |
| ------- | ----------------- | ------------- | ------- |
|         | Daniel Pedranzini | Włochy        | 19:45,0 |
|         | Topias Vuorela    | Finlandia     | 20:01,9 |
|         | Victor Lafrasse   | Francja       | 20:17,1 |
| 4.      | Kalle Tossavainen | Finlandia     | 20:18,3 |
| 5.      | Ebbe Goransson    | Szwecja       | 20:24,8 |
| 6.      | Gaspard Cottaz    | Francja       | 20:31,6 |

| Pozycja | Zawodniczka       | Reprezentacja | Czas    |
| ------- | ----------------- | ------------- | ------- |
|         | Malva Nisén       | Szwecja       | 14:48,7 |
|         | Gaëtane Breniaux  | Francja       | 15:20,7 |
|         | Nina Cantieni     | Szwajcaria    | 15:22,2 |
| 4.      | Anouchka Neuville | Francja       | 15:32,6 |
| 5.      | Vanessa Cagnati   | Włochy        | 15:43,7 |
| 6.      | Alice Leoni       | Włochy        | 15:47,4 |

| Pozycja | Zawodnik          | Reprezentacja | Czas    |
| ------- | ----------------- | ------------- | ------- |
|         | Daniel Pedranzini | Włochy        | 23:46,2 |
|         | Topias Vuorela    | Finlandia     | 24:13,6 |
|         | Gaspard Cottaz    | Francja       | 24:27,9 |
| 4.      | Tine Sporn        | Słowenia      | 24:32,1 |
| 5.      | Simon Calandry    | Francja       | 24:32,4 |
| 6.      | Vojtech Benda     | Czechy        | 24:38,7 |

| Pozycja | Zawodniczka       | Reprezentacja | Czas    |
| ------- | ----------------- | ------------- | ------- |
|         | Gaëtane Breniaux  | Francja       | 20:48,8 |
|         | Malva Nisén       | Szwecja       | 21:01,2 |
|         | Anouchka Neuville | Francja       | 21:13,8 |
| 4.      | Lucile Coutaz     | Francja       | 21:15,9 |
| 5.      | Vanessa Cagnati   | Włochy        | 21:20,5 |
| 6.      | Lina Bundi        | Szwajcaria    | 21:29,4 |

| Pozycja | Zawodnik | Reprezentacja | Czas |
| ------- | -------- | ------------- | ---- |
|         |          |               |      |
|         |          |               |      |
|         |          |               |      |
| 4.      |          |               |      |
| 5.      |          |               |      |
| 6.      |          |               |      |

| Pozycja | Zawodniczka | Reprezentacja | Czas |
| ------- | ----------- | ------------- | ---- |
|         |             |               |      |
|         |             |               |      |
|         |             |               |      |
| 4.      |             |               |      |
| 5.      |             |               |      |
| 6.      |             |               |      |

### Sztafeta mieszana
16 lutego
| Pozycja | Reprezentacja | Zawodnicy | Czas |
| ------- | ------------- | --------- | ---- |
|         |               |           |      |
|         |               |           |      |
|         |               |           |      |
| 4.      |               |           |      |
| 5.      |               |           |      |
| 6.      |               |           |      |

## Klasyfikacja medalowa
| Miejsce | Państwo    |   |   |   | złoto · srebro · brąz |
| ------- | ---------- | - | - | - | --------------------- |
| 1.      | Włochy     | 2 | 0 | 0 | 2                     |
| 2       | Francja    | 1 | 1 | 3 | 5                     |
| 3.      | Szwecja    | 1 | 1 | 0 | 2                     |
| 4.      | Finlandia  | 0 | 2 | 0 | 2                     |
| 5.      | Szwajcaria | 0 | 0 | 1 | 1                     |
| Ogółem  | Ogółem     | 4 | 4 | 4 | 12                    |